# Un gangster pas comme les autres
Pour plus de détails, voir Fiche technique et Distribution.
Un gangster pas comme les autres (The Gangster) est un film américain réalisé par Gordon Wiles, sorti en 1947, avec Barry Sullivan, Belita, Joan Lorring, Akim Tamiroff, Sheldon Leonard et John Ireland dans les rôles principaux. Daniel Fuchs utilise son roman Low Company pour écrire le scénario de ce film.

## Synopsis
Shubunka (Barry Sullivan) exerce le métier de racketteur dans un quartier de New York, aidé par son associé Nick Jamey (Akim Tamiroff). Pourtant, depuis bien trop longtemps, il délaisse ses affaires au profit de sa relation avec Nancy Starr (Belita), une chanteuse de cabaret. Son activité est menacé par les ambitions d'un rival venant d'un quartier voisin, Cornell (Sheldon Leonard).
Jamey avertit Shubunka des nouvelles ambitions de Cornell. Shubunka, usé par le temps, refuse d'utiliser la violence pour répondre à cette menace et préfère passer du temps avec Nancy. Il refuse également d'aider Karty (John Ireland), un commerçant ayant des dettes d'argent. Sur le terrain, face à la pression de Cornell, Jamey cède et lui livre des informations compromettantes pour Shubunka.

## Fiche technique
- Titre français : Un gangster pas comme les autres
- Titre original : The Gangster
- Réalisation : Gordon Wiles
- Scénario : Daniel Fuchs d'après son roman Low Company, Dalton Trumbo (non crédité, non confirmé)
- Photographie : Paul Ivano
- Montage : Walter Thompson
- Musique : Louis Gruenberg et Irvin Talbot
- Direction artistique : Frank Paul Sylos (en)
- Décors : Sydney Moore
- Costumes : Norma Koch
- Producteur : Frank King et Maurice King
- Société de production : King Brothers Productions
- Société de distribution : Allied Artists
- Pays de production :  États-Unis
- Langue originale : anglais
- Genre : Film policier, film noir
- Durée : 84 minutes
- Date de sortie :
  - États-Unis : 25 novembre 1947

## Distribution
- Barry Sullivan : Shubunka
- Belita : Nancy Starr
- Joan Lorring : Dorothy
- Akim Tamiroff : Nick Jammey
- Harry Morgan : Shorty
- John Ireland : Karty
- Sheldon Leonard : Cornell
- Fifi D'Orsay : Mrs. Ostroleng
- Virginia Christine : Mrs. Karty
- Elisha Cook Jr. : Oval
- Ted Hecht : Swain
- Leif Erickson : Beaumont
- Charles McGraw as Dougas
- John Kellogg : Sterling
- Shelley Winters : Hazel

Et, parmi les acteurs non crédités :
- Murray Alper
- Phil Arnold (en)
- Griff Barnett
- Marie Blake
- Mikel Conrad (en)
- Clancy Cooper
- Jeff Corey
- Rex Downing (en)
- Jay Eaton (en)
- Franklyn Farnum
- Billy Gray
- Greta Granstedt (en)
- Don Haggerty
- Bill Kennedy (en)
- Edwin Maxwell
- Sid Melton
- Barry Norton
- Tommy Reilly (en)
- Dewey Robinson
- Larry Steers
- Peter Whitney

## Autour du film
- Daniel Fuchs est l'auteur du roman Low Company qui lui a servi à écrire le scénario de ce film. Certaines sources indiquent que Dalton Trumbo a également pris part à l'écriture, sans être crédité au générique[1]